# 国民の館
国民の館（こくみんのやかた、ルーマニア語: Casa Poporului）は、ルーマニアの首都ブカレストにあるルーマニア議会の議事堂および観光施設である。1980年代に、当時のルーマニア共産党書記長だったニコラエ・チャウシェスクが「宮殿」として造成した。地上10階、地下4階、高さ84m、幅275m、奥行き235m、延床面積330,000㎡、部屋数は3107で、政府系の建築物としてはペンタゴン、タイ国会議事堂に次いで世界第3位の大きさを誇る。また、建物の総重量は約410万tで、政府系の建築物としては世界第1位である。

## 概要
正式名称は「議事堂宮殿（ぎじどうきゅうでん、Palatul Parlamentului）」であり、別名に「議会宮殿（ぎかいきゅうでん）」、「人民の館（じんみんのやかた）」、「人民宮殿（じんみんきゅうでん）」などがある。正式名称は
チャウシェスク政権崩壊後に改めて名付けられたものであるが、ルーマニア人は「国民の館（こくみんのやかた、Casa Poporului）」という旧呼称を一般的に用いている。

## 建設

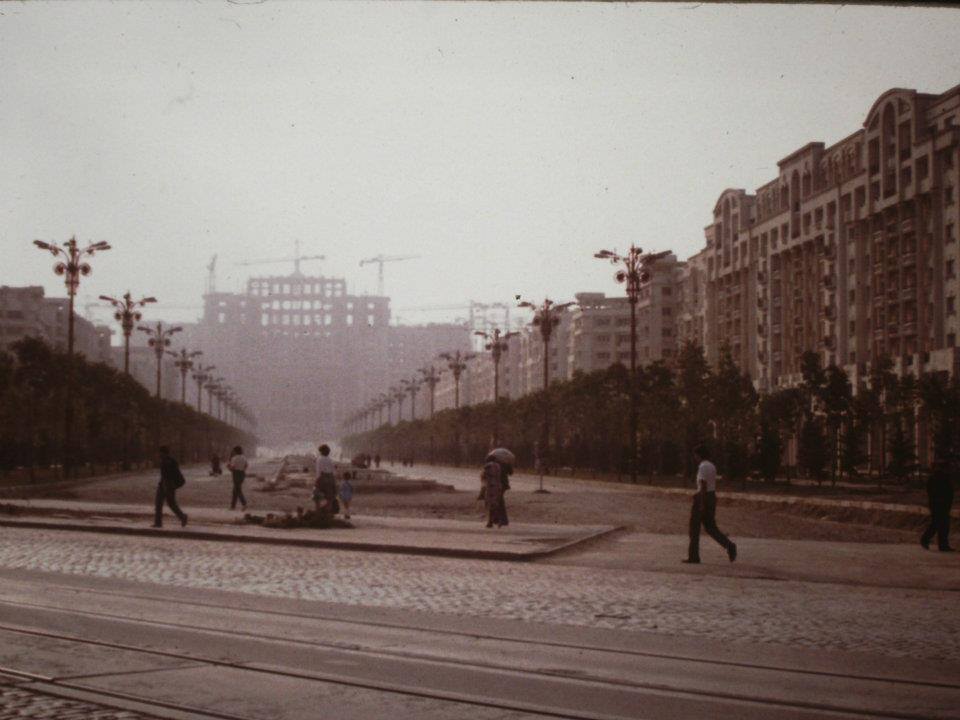
建設中の「国民の館」（1986年）

- 1984年に着工。チャウシェスク大統領の命令により昼夜を問わず建設工事が進められた。チャウシェスク大統領はしばしば自ら現場を視察し、進行状況のチェックなど指示を下したという。当時の日本円に換算して約1500億円もの総工費をかけて建設され、延床面積は当時米国ペンタゴンに次ぐ世界第2位の規模であった。
- 1989年のルーマニア革命でチャウシェスク政権が倒されたのを機に、建設計画の7割程度の完成をもって建設が一時中断された。その後建設が再開し、エレベーターなどが増築された。1997年、完工。
- 2004年には建物の西翼部分に「現代芸術美術館」がオープンした。また同時に「全体主義と社会主義リアリズムの博物館および公園」として公開されるようになった。

## 現在
豪華な装飾のホールや、廊下など建物の一部は有料で一般公開されており、国内外から多くの観光客を集めている。一部しか公開できないのは、現在部屋数が3,000を超え、あまりに大規模で管理ができないためであるという。
内部の写真撮影は原則禁止されているが、入場料と別に撮影料を払うことで許可を受けることも可能。
外周道路が2008年よりブカレスト・リンクとしてブカレストGPの公道コースに用いられている。
また、地下には自動車が走行できるトンネルもある。